# Women’s party of Iran
Women’s party of Iran (Ḥezb-e zanān-e Īrān) var en organisation för kvinnors rättigheter i Iran, grundad 1942. 

## Historia
När shah Reza Pahlavi år 1941 avsattes till förmån för sin son krävde islamisterna i form av föreningen Devotees of Islam (Fedāʾīān-e Eslām; q.v.) återinförandet av slöjtvånget, samtidigt som vänstergrupper och liberaler inom National Front stödde kvinnlig rösträtt, samtidigt som en flera nya kvinnogrupper grundades. Women’s party of Iran var en av de mest framträdande av dessa. 
Den grundades 1942 av Ṣafīya Fīrūz med Fāṭema Sayyāḥ som ordförande respektive redaktör för dess tidskrift Zanān-e Īrān. Föreningen stödde utbildning, höjandet av kvinnors status och var kanske den första kvinnoföreningen i Iran som aktivt verkade för kvinnlig rösträtt. När valreformer diskuterades i Majlis 1944, verkade Women’s party of Iran aktivt för införandet av rösträtt för kvinnor. En annan feministgrupp som verkade för kvinnlig rösträtt var  Democratic Society of Women (Jāmeʿa-ye demokrāt-e zanān) från 1943, som var Tudehpartiets kvinnogrupp och som drev dagis, höll yrkeskurser och utgav kvinnotidningar; Democratic Society of Women lyckades få ett förslag om kvinnlig rösträtt framför Majlis 1944, men det besegrades av de konservativa. År 1946 omvandlades Women’s party of Iran till det mer opolitiska Iranian Women’s Council (Šūrā-ye zanān-e Īrān) för att attrahera kvinnor med olika politiska åsikter. 